# Kang Seul-gi
Kang Seul-gi (강슬기), bedre kendt med kunstnernavnet Seulgi (født 20. februar 1994) er Sydkoreask sanger. Hun er medlem af K-pop-gruppen Red Velvet.

## Diskografi
- Red Velvet

## Filmografi

### Vært
- 2017 - Idol Drama Operation Team[1]
- 2018 - Law of the Jungle in Mexico
- 2018 - Cool Kids[2]

### Film
- 2015 - SMTown: The Stage[3]

### TV-serie
- 2016 - Descendants of the Sun[4]

## referencer
1. ↑  Kim Yang-soo. 레드벨벳 슬기X전소미, '아이돌 드라마 공작단' 합류 Joy News 24, March 28, 2017. Retrieved March 28, 2017.
2. ↑  '요즘애들', 유재석의 인싸댄스…공식 포스터 공개|Vuosi=2018-11-22|julkaisija=mydaily.co.kr
3. ↑  'SM타운' 공연실황 다큐, 8월13일 국내개봉 확정
4. ↑  Lee Eun Jin. ‘태양의 후예’ 레드벨벳, 위문공연에 깜짝 등장…송중기-진구 ‘환호’ Arkiveret 12. februar 2017 hos  Wayback Machine Ten Asia, 
14. huhtikuu 2016. 20. huhtikuu 2019.

 Der er for få eller ingen kildehenvisninger i denne artikel, hvilket er et problem. Du kan hjælpe ved at angive troværdige kilder til de påstande, som fremføres i artiklen.

| Musikgruppe | Spire Denne artikel om en musikgruppe er en spire som bør udbygges. Du er velkommen til at hjælpe Wikipedia ved at udvide den. |